# Waldemar Lemos
Waldemar Lemos de Oliveira (Rio de Janeiro, 5 de junho de 1954) é um treinador e ex-futebolista brasileiro que atuava como zagueiro. Atualmente está sem clube.

## Carreira como treinador
Waldemar Lemos iniciou sua carreira dirigindo o Mesquita no Campeonato Carioca de 1986.
Sua segunda experiência foi com as divisões de base da Seleção Brasileira, quando treinou os times sub-23, sub-17 e sub-20. O treinador também comandou o São Cristóvão e o Goytacaz.
Outra experiência profissional foi com a equipe B do Fluminense no polêmico Campeonato Carioca de 2002, enquanto seu irmão, Oswaldo de Oliveira, comandava a equipe principal do Tricolor no Torneio Rio-São Paulo daquele ano.

### Flamengo
Em seguida, Waldemar teve duas passagens pelo Flamengo. Na primeira, de outubro a dezembro de 2003, sucedeu o próprio irmão Oswaldo, ao qual era então auxiliar.
Nesta passagem como treinador interino, Waldemar assumiu o Flamengo em um momento de crise, devido a campanha ruim no Campeonato Brasileiro.
Em pouco mais de dois meses de trabalho interino, Lemos deixou uma marca positiva. Pegou o Flamengo em dificuldades e comandou a reação que fez o time terminar o Brasileirão na 8ª colocação, a melhor desde 1997, tendo subido quatro posições.
Em 15 de novembro de 2003, foi campeão da amistosa Taça Desafio 50 anos da Petrobrás, contra o Racing Club, por 2 a 1, em Aracaju-SE.
Em dezembro, a torcida já estava mais calma, e esperava-se a efetivação do técnico.
Contudo, apesar do bom desempenho, Waldemar acabou seguindo o mesmo destino do irmão, e terminou o ano dispensado pela diretoria do clube. Deixou o clube com seis vitórias, três empates e duas derrotas em 11 jogos (um aproveitamento de 63,64%).
O segundo comando de Lemos na Gávea aconteceu entre março e maio de 2006, quando o técnico levou a equipe rubro-negra à decisão da Copa do Brasil. Porém, apesar dos bons resultados no mata-mata, o time não estava bem no Brasileiro e, antes da realização das finais da Copa do Brasil, o técnico foi substituído por Ney Franco, o qual vinha do Ipatinga, time eliminado pelo Flamengo de Lemos na semifinal. Na campanha, goleou o Guarani por 5 a 1 (ida, oitavas) e o Atlético-MG por 4 a 1 (ida, quartas). Terminou a segunda passagem com oito vitórias, cinco empates e cinco derrotas (18 jogos; aproveitamento de 53,70%).

#### Coletiva de anúncio
No dia 14 de outubro de 2003, após o anúncio de sua contratação pelo diretor Eduardo "Vassoura" de Moraes, que estava ao lado do presidente Hélio Ferraz, torcedores presentes receberam a notícia com insatisfação e até xingamentos contra os dirigentes. A frase "O novo técnico do Flamengo é o senhor Waldemar", dita por Moraes, seguida imediatamente por protestos e pedidos de "fora, Waldemar", virou meme nas redes sociais anos depois, sendo relembrada quando o clube demite um treinador e fica à procura de outro. Em 2015, durante uma edição do programa Bate-Bola, o apresentador João Carlos Albuquerque pediu à direção que colocasse as gravações do momento no ar.
20 anos após o ocorrido, em outubro de 2023, a ESPN lançaria a série documental “Por que Waldemar? Eis a Questão do Futebol Brasileiro”, que parte da história do episódio para debater a gestão do futebol nacional. A pergunta presente no título foi feita na ocasião pelo repórter da ESPN Cícero Mello.

### Figueirense
Depois do Flamengo, Waldemar comandou o Figueirense durante o Campeonato Brasileiro de 2006, tendo contribuído para que o clube catarinense terminasse em sétimo lugar.

### Cabofriense
Em 2007, Lemos iniciou o ano à frente da Cabofriense, para a disputa do Campeonato Carioca daquele ano. Novamente, mostrou sua capacidade de dar um padrão de jogo eficiente ao seu time e, com isso, levou o modesto time da Região dos Lagos à final da Taça Rio de 2007.

### Paulista
Terminado o Campeonato Carioca, passou a treinar o Paulista, na disputa da Série B, ainda em 2007. Dessa vez, porém, acabou não tendo sucesso, tendo sido demitido na metade da pífia campanha do time de Jundiaí, que acabou o ano rebaixado para a Série C do ano seguinte.

### Joinville
Em 2008, assumiu o comando do Joinville, para a disputa do Campeonato Catarinense que se aproximava e, no segundo semestre, foi para o Harbour View, time da Jamaica.

### Náutico
No dia 29 de março de 2009, foi anunciado pelo Náutico como seu novo treinador. Comandou o Timbu em onze partidas, com aproveitamento de 48,5% (quatro vitórias, quatro empates e três derrotas).

### Athletico Paranaense
Em seguida, o treinador foi anunciado no dia 9 de junho de 2009 pelo Atlético Paranaense, mas pediu demissão do clube no dia 29 de julho do mesmo ano.

### Pohang Steelers
No dia 6 de novembro de 2009, foi anunciado como novo coordenador técnico do Departamento de Futebol do Resende, mas desistiu e foi anunciado como novo comandante do sul-coreano Pohang Steelers, onde comandou o time em 18 partidas (seis vitórias, quatro empates e oito derrotas).

### Times do Rio de Janeiro
Em 25 de janeiro de 2011, foi anunciado como novo técnico da Cabofriense para o Campeonato Carioca. No entanto, após três derrotas em três jogos, foi demitido.
Pouco mais de um mês depois, acertou com o Duque de Caxias para assumir a vaga de Arthur Bernardes. Fez boa campanha e ganhou a confiança dos torcedores tricolores, que queriam sua permanência para a disputa da Série B do Brasileirão, que estava prestes a começar.

### Retorno ao Náutico
No dia 4 de maio de 2011, assumiu pela segunda vez a equipe do Náutico, dessa vez para a disputa da Série B. Faltando poucas rodadas para o término da competição, esteve próximo de levar a equipe novamente à elite do futebol brasileiro. O treinador coroou o bom trabalho com a conquista da Copa Pernambuco em dezembro, com o Timbu superando o rival Santa Cruz no quadrangular final.
No dia 19 de novembro, confirmando o favoritismo, acabou o campeonato na segunda posição, classificando o Timbu à Série A de 2012.
Já no dia 1 de dezembro, renovou seu contrato por mais um ano para continuar comandando a equipe do Náutico no Estadual, na Copa do Brasil e no Brasileirão. Para a temporada seguinte, além de se preocupar em comandar a equipe profissional nestas competições, o treinador também demonstrou estar preocupado em contribuir para a melhor estruturação nas divisões de base do clube. "Vamos seguir apostando na base. Não só na promoção de atletas ao profissional, como também em melhorias na estrutura", afirmou Waldemar Lemos em entrevista coletiva na qual anunciou a sua renovação. "Teremos toda uma atenção com o CT, por exemplo, e vou participar disso".
Durante a disputa do Campeonato Pernambucano de 2012, após perder para o Serra Talhada, nos Aflitos, chegando ao sexto jogo sem vitórias, a diretoria do Náutico anunciou a saída de Waldemar.

### Sport
Voltou a treinar um time pernambucano no dia 17 de agosto de 2012, como treinador do Sport, com a missão de tirar o time da zona de rebaixamento, mantendo o clube na Série A do Brasileirão. E logo em sua primeira partida no comando do Leão da Ilha do Retiro, teve como adversário nada menos que o clube que deixara meses antes. No início da partida, cumprimentou praticamente todos os jogadores do Timbu, aos quais Waldemar dizia ter como filhos. Porém, o Clássico dos Clássicos acabou empatado sem gols.

### Vila Nova
O treinador foi anunciado no dia 12 de maio de 2014 pelo Vila Nova, onde obteve quatro derrotas seguidas.

### Boavista
Foi contratado pelo Boavista no dia 20 de fevereiro de 2015, chegando para a sequência do Campeonato Carioca. No entanto, o treinador foi demitido no dia 22 de março, após uma derrota por 4 a 0 para o Bonsucesso.

### Náutico (terceira passagem)
Em 8 de maio de 2017, após passagens pelo River-PI e Anápolis-GO, Waldemar foi contratado pelo Timbu para disputa da Série B do Campeonato Brasileiro. Em 14 de junho do mesmo ano, foi demitido após um mau início no torneio nacional.

### Altos-PI
No dia 13 de outubro de 2017, o Altos-PI anunciou Waldemar Lemos para comandar o clube em 2018, visando a montagem e preparação da equipe para a disputa da Copa do Brasil, do estadual e a Copa do Nordeste.
Após uma derrota para o Bragantino na Copa do Brasil, Waldemar foi demitido do clube piauiense no dia 22 de fevereiro. O treinador teve um desempenho ruim na equipe, com apenas 37% de aproveitamento no comando.

### Anápolis
Ainda no fim de fevereiro, Waldemar Lemos acertou com o Anápolis para o restante do estadual. A equipe, que vinha de uma campanha ruim no Campeonato Goiano lutando contra o rebaixamento, somando apenas uma vitória em 10 partidas, anunciou o terceiro comandante em 2018. Com toda sua experiência e uma passagem positiva pelo Galo da Comarca em 2016, Waldemar chegou com bons números e confiança para reverter o estado que o Anápolis se encontrava.

### Capital
Em 18 de fevereiro de 2019, Waldemar foi contratado pelo Capital para o Campeonato Brasiliense, substituindo Rafael Toledo.

### Anapolina
Acertou com o Anapolina no dia 9 de abril de 2019, assumindo a equipe na disputa da Série D do Campeonato Brasileiro.

## Estatísticas
[carece de fontes?]
| Clube       | Jogos | Vitórias | Empates | Derrotas |
| ----------- | ----- | -------- | ------- | -------- |
| Fluminense  | 11    | 3        | 3       | 5        |
| Flamengo    | 29    | 14       | 8       | 7        |
| Náutico     | 60    | 28       | 18      | 14       |
| Sport       | 10    | 3        | 4       | 3        |
| Atlético-GO | 24    | 15       | 5       | 4        |
| Remo        | 12    | 4        | 4       | 4        |

## Títulos como treinador
Seleção Brasileira
- Campeonato Sul-Americano Sub-20: 1988
- Campeonato Sul-Americano Sub-17: 1988

Fluminense
- Campeonato Carioca: 2002

Flamengo
- Taça Desafio 50 anos da Petrobrás: 2003

Náutico
- Copa Pernambuco: 2011